# گروسشوایدنیتس
گروسشوایدنیتس (به آلمانی: Großschweidnitz) یک شهر در آلمان است که در گورلیتس واقع شده‌است. گروسشوایدنیتس ۱٬۴۳۴ نفر جمعیت دارد.